# Ashbury Apples
Ashbury Apples är Pernilla Anderssons sjätte album. Det gavs ut på skivmärket Sheriff Records den 23 september 2009.

## Låtlista
| Nr  | Titel                                        | Låtskrivare        |
| --- | -------------------------------------------- | ------------------ |
| 1.  | "Thugs & Heroes"                             | Pernilla Andersson |
| 2.  | "Bring Me the Rainbow (A Strippers Tale...)" | Pernilla Andersson |
| 3.  | "Band Aid"                                   | Pernilla Andersson |
| 4.  | "Mr Tailorman"                               | Pernilla Andersson |
| 5.  | "Shotgun Eddie"                              | Pernilla Andersson |
| 6.  | "The Pearl"                                  | Judee Sill         |
| 7.  | "Moody Tuesday"                              | Pernilla Andersson |
| 8.  | "Don't Let Me Down"                          | Dee Snider         |
| 9.  | "Nothing Simple"                             | Pernilla Andersson |
| 10. | "Ashbury Apples"                             | Pernilla Andersson |

## Medverkande
- Pernilla Andersson - sång, piano, producent
- Fredrik Rönnqvist - gitarr, bas
- Hanna Ekström - violin
- Micke Häggström - trummor
- Nicke Andersson - trummor, bas

### Listplaceringar
| Lista (2009) | Topplacering |
| ------------ | ------------ |
| Sverige      | 25           |

### Fotnoter
1. ↑  Information i Svensk mediedatabas.
2. ↑  Listplacering